# Formoterol
El formoterol es un agonista selectivo β2 de los receptores adrenérgicos de acción prolongada empleado en el asma broncoespasmo y la enfermedad pulmonar obstructiva crónica.

## Acción farmacológica
Produce broncodilatación importante a los pocos minutos de inhalar una dosis terapéutica, una acción que puede persistir hasta por 12 horas. Es fuertemente lipófilo y muestra gran afinidad por los receptores β2.
La acción sostenida del formoterol proviene de su inserción en la bicapa lipídica de la membrana plasmática, a partir de la cual difunde poco a poco para lograr la estimulación duradera de los receptores β2.

## Indicaciones terapéuticas

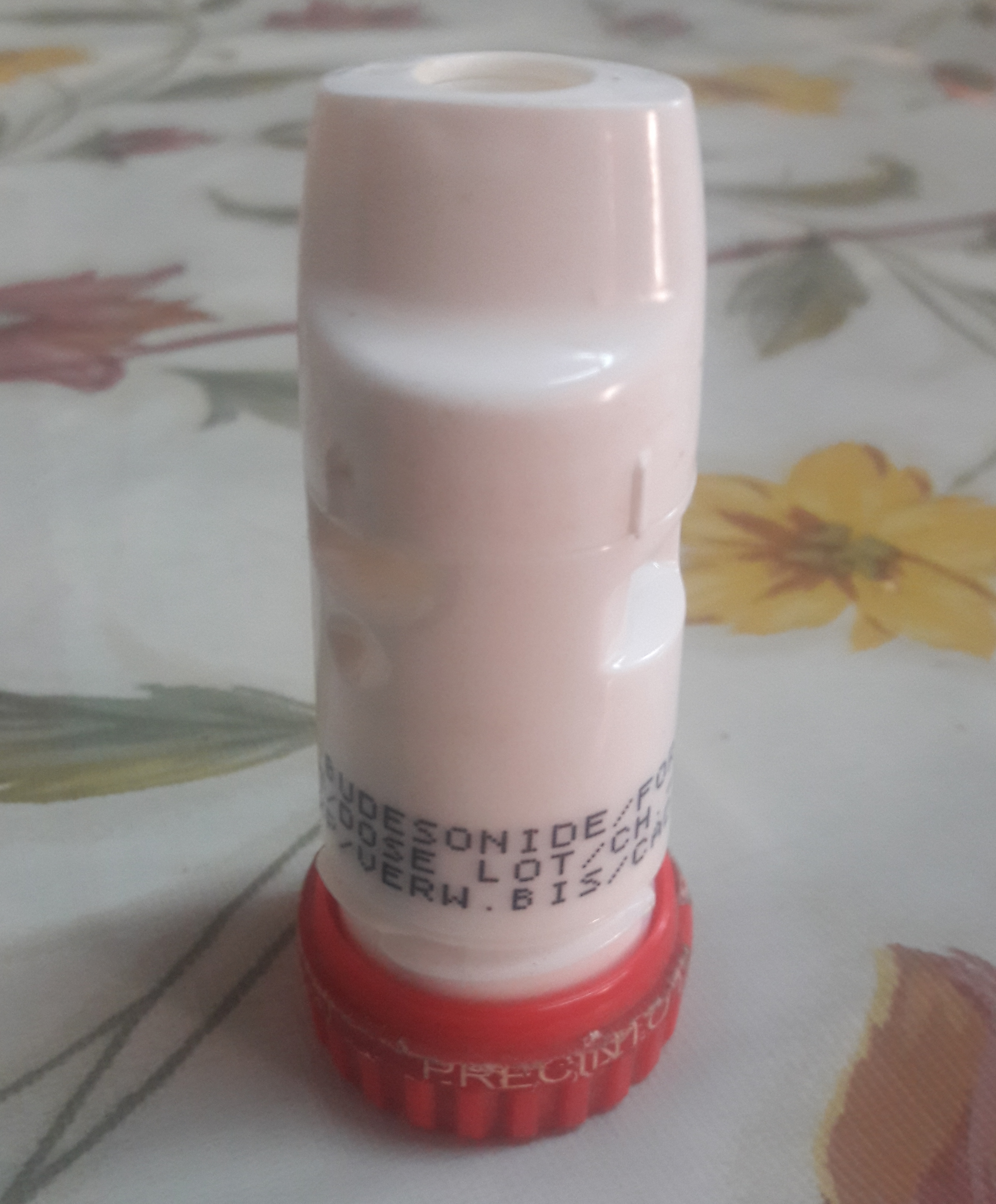
Inhalador para un polvo a base de budesónida y formoterol

El formoterol se emplea para tratar el asma, el broncoespasmo, para la profilaxia del broncoespasmo inducido por ejercicio y contra la enfermedad pulmonar obstructiva crónica (EPOC).

## Farmacocinética
El formoterol inhalado se absorbe rápidamente y alcanza la concentración pico en plasma 10 minutos después de la inhalación. Los efectos broncodilatadores son dependientes de la dosis y se inician rápidamente (1-3 minutos) después de la inhalación y tiene una duración de 12 horas después de una sola dosis. En estudios clínicos, el depósito pulmonar promedio, después de una inhalación es de 28 a 49% de la dosis depositada. La biodisponibilidad sistémica es cerca del 61% de la dosis depositada.
Distribución y metabolismo: La fijación a proteínas plasmáticas es aproximadamente 50% para formoterol. El volumen de distribución es de 4 L/kg aproximadamente. Formoterol es inactivado por reacciones conjugadas (se forman metabolitos 0-demetilados y deformilados, los cuales se ven principalmente como conjugados inactivos).
Eliminación: La mayor parte de la dosis de formoterol se elimina por metabolización en el hígado seguida por excreción renal. Después de una inhalación, 8 a 13% de la dosis depositada de formoterol, es depurada de forma intacta por vía renal. Formoterol tiene una depuración sistémica rápida (±1.4 L/min) y la vida media de eliminación en plasma es de 17 horas.

## Combinaciones
Entre las combinaciones revisadas están formoterol-budesonida. Los datos sugieren que la adición de un agonista como el mencionado al régimen de corticosteroides inhalados es más eficaz que duplicar la dosis de este último compuesto. Por tanto, las directrices actuales del tratamiento del asma recomiendan agregar agonistas adrenérgicos β2 de larga acción si persisten los síntomas, en personas con dosis de corticosteroides inhalados de nivel bajo o medio.
También se le puede utilizar junto con agonistas β2 de acción breve, con glucocorticoides (inhalados o por vía sistémica) y con teofilina.